# Еронго
Еронго (на английски: Erongo) е един от тринадесетте региона на Намибия. Административен център е град Свакопмунд. Общата площ на региона е 63 720 km². Населението е 107 629 души. Той обхваща съдийските райони Омаруру, Карибиб и тези на Свакопмунд и Уолфиш Бей. Името на региона е дадено от известната природна забележителност тук – планината Еронго. Всички главни населени места в региона са свързани с пътища от трошенокаменна настилка.
Площта му е 63 539 квадратни километра, а населението – 150 809 души (по преброяване от август 2011 г.).
- Западната граница на региона се формира от Атлантическото крайбрежие.
- Кунене е на север.
- Очосондюпа е на изток.
- Кхомас е на югоизток.
- Хардап е на юг.

В региона е развита минната промишленост. Тук се добива и мрамор. Град Уолфиш Бей окончателно е предаден на Намибия през 1994 г. и става част от региона. Градът е с добре развита риболовна промишленост. Свакопмунд и Лангстранд са известни с добрите си плажове.
Регионът е разделен на седем избирателни окръга:
- Арандис със 7477 жители
- Брандберг с 10 184 жители
- Карибиб с 11 784 жители
- Омаруру с 6792 жители
- Свакопмунд с 25 442 жители
- Уолфиш Бей (селски) с 623 жители
- Уолфиш Бей (градски) с 40 849 жители